# Enrico di Lorena-Harcourt
Enrico di Lorena (Pagny-le-Château, 20 marzo 1601 – Abbazia di Royaumont, 25 luglio 1666) è stato un generale francese.
Ebbe il soprannome di Cadet la Perle per un orecchino di perle che portava ad un orecchio. Fu conte di Harcourt, Armagnac, Brionne e visconte di Marsan.

## Biografia

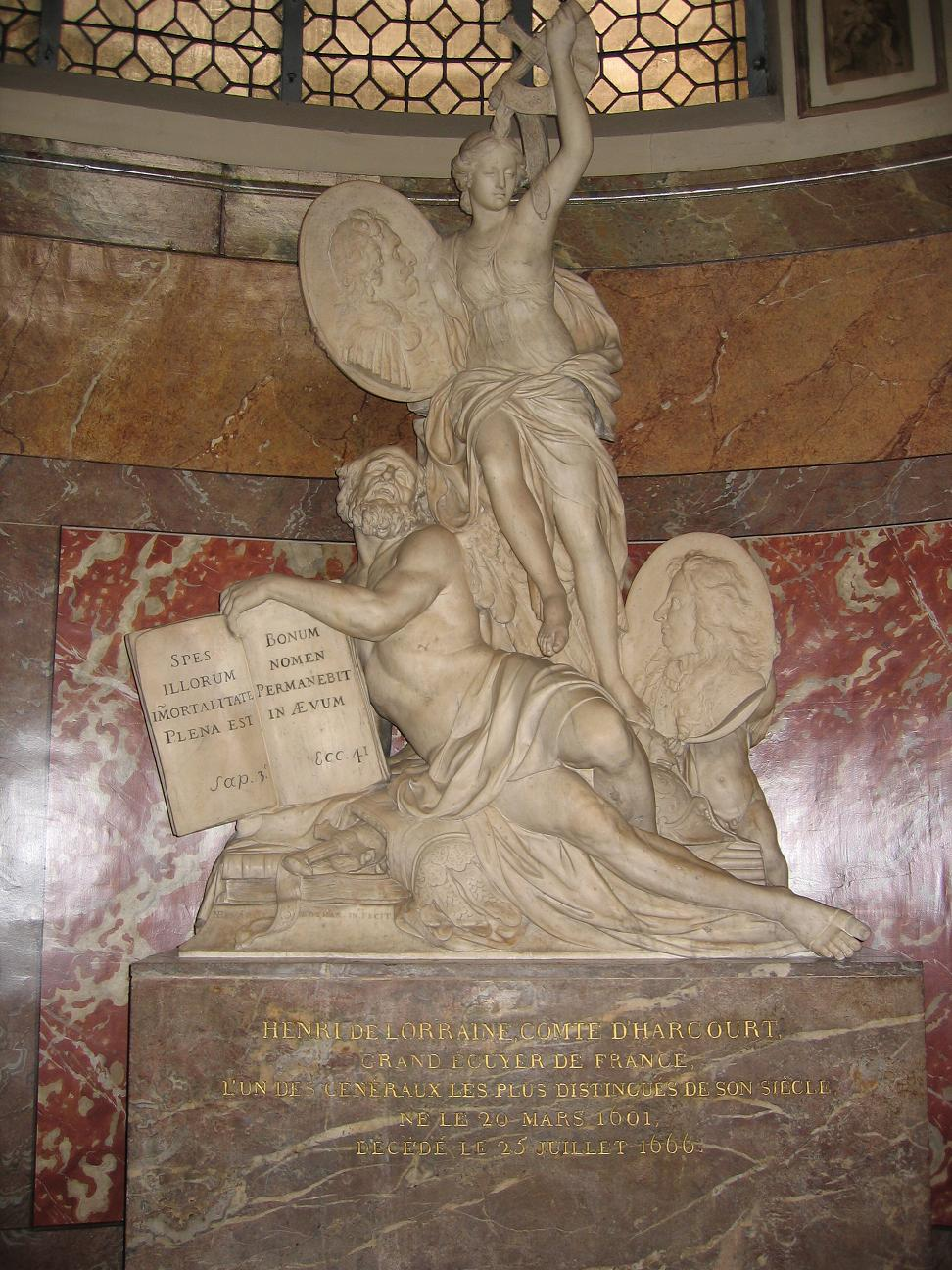
Cenotafio di Enrico di Lorena-Harcourt nella chiesa di Saint Roch a Parigi.

Egli era il figlio minore di Carlo I d'Elbeuf e di sua moglie, Marguerite de Chabot, contessa di Charny. Intrapresa la carriera militare ancora giovane, egli prese parte al proprio primo scontro a Praga nel novembre del 1620.
In Francia egli combatté contro i protestanti e prese parte all'Assedio di La Rochelle (1627-1628) ed a quello di Saint-Jean-d'Angély. Nominato Cavaliere dell'Ordine dello Spirito Santo nel 1633, divenne Grande Scudiero di Francia nel 1643 e Siniscalco di Borgogna nel medesimo anno.
Nel 1637 egli combatté in Piemonte durante la Guerra civile piemontese dove sconfisse le armate spagnole di gran lunga in numero superiore presso Chieri. Egli condusse inoltre l'Assedio di Torino del 1640 dove rimase coinvolto per tre mesi, conquistando infine la città. Egli combatté anche in Sardegna ed in Catalogna, ove venne nominato Viceré nel 1645.
Durante la Fronda, egli rimase leale alla regina-reggente Anna d'Austria, ma si scontrò con Mazzarino e si ritirò in Alsazia, dove finì i propri giorni ritirandosi definitivamente dalla vita militare.

## Matrimonio e figli
Egli sposò nel febbraio del 1639 Marguerite-Philippe du Cambout (1622-1674), dalla quale ebbe sei figli:
- Armande Henriette di Lorena (1640-1684), badessa di Soissons;
- Luigi di Lorena, conte di Armagnac (1641-1718), di Charny e di Brionne (antenato del principe Alberto II di Monaco e di altri regnanti)
- Filippo di Lorena, detto chevalier de Lorraine e favorito di Filippo di Francia, duca d'Orléans, Monsieur
- Alfonse Louis di Lorena (1644-1689), abate di Royaumont, detto chevalier d'Harcourt ;
- Raimond Bérenger di Lorena (1647-1686), abate di Faron de Meaux;
- Carlo di Lorena (1648-1708), visconte e poi conte di Marsan. Ebbe eredi.

## Ascendenza
|                                            |                                                 |                                                  | Genitori                                      |  |  | Nonni |  |  | Bisnonni                |  |  | Trisnonni                     |  |
|                                            |                                                 |                                                  |                                               |  |  |       |  |  | Claude I, duca di Guisa |  |  | René II, duca di Lorena e Bar |  |
|                                            |                                                 |                                                  |                                               |  |  |       |  |  | Claude I, duca di Guisa |  |  | René II, duca di Lorena e Bar |  |
|                                            |                                                 | Philippe de Gueldre                              |                                               |  |  |       |  |  | Claude I, duca di Guisa |  |  |                               |  |
| René II, marchese d'Elbeuf                 |                                                 |                                                  |                                               |  |  |       |  |  | Claude I, duca di Guisa |  |  |                               |  |
|                                            |                                                 | Antoinette de Bourbon-Vendôme                    | François, conte di Vendôme                    |  |  |       |  |  |                         |  |  |                               |  |
|                                            |                                                 | Antoinette de Bourbon-Vendôme                    | François, conte di Vendôme                    |  |  |       |  |  |                         |  |  |                               |  |
|                                            |                                                 | Antoinette de Bourbon-Vendôme                    | Marie de Luxembourg, contessa di Saint-Pol    |  |  |       |  |  |                         |  |  |                               |  |
| Charles I, duca d'Elbeuf                   |                                                 | Antoinette de Bourbon-Vendôme                    |                                               |  |  |       |  |  |                         |  |  |                               |  |
|                                            |                                                 | Claude I, signore di Rieux e Rochefort           | Jean IV, signore di Rieux e Rochefort         |  |  |       |  |  |                         |  |  |                               |  |
|                                            |                                                 | Claude I, signore di Rieux e Rochefort           | Jean IV, signore di Rieux e Rochefort         |  |  |       |  |  |                         |  |  |                               |  |
|                                            |                                                 | Claude I, signore di Rieux e Rochefort           | Isabelle de Brosse                            |  |  |       |  |  |                         |  |  |                               |  |
| Louise de Rieux                            |                                                 | Claude I, signore di Rieux e Rochefort           |                                               |  |  |       |  |  |                         |  |  |                               |  |
|                                            |                                                 | Suzanne de Bourbon-La Roche-sur-Yon              | Louis, principe di La Roche-sur-Yon           |  |  |       |  |  |                         |  |  |                               |  |
|                                            |                                                 | Suzanne de Bourbon-La Roche-sur-Yon              | Louis, principe di La Roche-sur-Yon           |  |  |       |  |  |                         |  |  |                               |  |
|                                            |                                                 | Suzanne de Bourbon-La Roche-sur-Yon              | Louise de Bourbon-Montpensier                 |  |  |       |  |  |                         |  |  |                               |  |
| Henri, conte d'Harcourt                    |                                                 | Suzanne de Bourbon-La Roche-sur-Yon              |                                               |  |  |       |  |  |                         |  |  |                               |  |
|                                            | Philippe de Chabot, conte di Charny e Buzançois | Jacques Chabot, signore d'Aspremont e Brion      |                                               |  |  |       |  |  |                         |  |  |                               |  |
|                                            | Philippe de Chabot, conte di Charny e Buzançois | Jacques Chabot, signore d'Aspremont e Brion      |                                               |  |  |       |  |  |                         |  |  |                               |  |
|                                            | Philippe de Chabot, conte di Charny e Buzançois | Madeleine de Luxembourg                          |                                               |  |  |       |  |  |                         |  |  |                               |  |
| Léonor Chabot, conte di Charny e Buzançois | Philippe de Chabot, conte di Charny e Buzançois |                                                  |                                               |  |  |       |  |  |                         |  |  |                               |  |
|                                            |                                                 | Françoise de Longvy, signora di Pagny e Mirebeau | Jean IV de Longvy, barone di Pagny e Mirebeau |  |  |       |  |  |                         |  |  |                               |  |
|                                            |                                                 | Françoise de Longvy, signora di Pagny e Mirebeau | Jean IV de Longvy, barone di Pagny e Mirebeau |  |  |       |  |  |                         |  |  |                               |  |
|                                            |                                                 | Françoise de Longvy, signora di Pagny e Mirebeau | Jeanne d'Angoulême, contessa di Bar-sur-Seine |  |  |       |  |  |                         |  |  |                               |  |
| Marguerite de Chabot, contessa di Charny   |                                                 | Françoise de Longvy, signora di Pagny e Mirebeau |                                               |  |  |       |  |  |                         |  |  |                               |  |
|                                            |                                                 | Joachim, signore di Rye                          | Simon de Rye, signore di Balancon e Dissey    |  |  |       |  |  |                         |  |  |                               |  |
|                                            |                                                 | Joachim, signore di Rye                          | Simon de Rye, signore di Balancon e Dissey    |  |  |       |  |  |                         |  |  |                               |  |
|                                            |                                                 | Joachim, signore di Rye                          | Antoinette de La Baume, contessa di Montrevel |  |  |       |  |  |                         |  |  |                               |  |
| Françoise, signora di Rye                  |                                                 | Joachim, signore di Rye                          |                                               |  |  |       |  |  |                         |  |  |                               |  |
|                                            |                                                 | Antoinette de Longvy, signora di Neufchâtel      | Christophe de Longvy, signore di Longuepierre |  |  |       |  |  |                         |  |  |                               |  |
|                                            |                                                 | Antoinette de Longvy, signora di Neufchâtel      | Christophe de Longvy, signore di Longuepierre |  |  |       |  |  |                         |  |  |                               |  |
|                                            |                                                 | Antoinette de Longvy, signora di Neufchâtel      | Anne, signora di Neufchâtel                   |  |  |       |  |  |                         |  |  |                               |  |
|                                            |                                                 | Antoinette de Longvy, signora di Neufchâtel      |                                               |  |  |       |  |  |                         |  |  |                               |  |

## Fonti
- Georges Poull, La maison ducale de Lorraine, 1991